# جيري د. تومسون
جيري د. تومسون (بالإنجليزية: Jerry D. Thompson)‏ هو مؤرخ وكاتب أمريكي، ولد في 21 نوفمبر 1942 في سبرينغفيل في الولايات المتحدة.